# Pat Carroll (attrice)
Patricia Ann Carrol (Shreveport, 5 maggio 1927 – Capo Cod, 30 luglio 2022) è stata un'attrice statunitense.
È apparsa in numerose serie televisive, ma è principalmente conosciuta per il ruolo di casalinga nella serie The Danny Thomas Show (1960) e per aver dato la voce alla strega del mare Ursula in La sirenetta (1989) e negli adattamenti successivi dello stesso film.

## Biografia
Nata a Shreveport, in Louisiana, figlia di Kathryn Angela e Maurice Clifton Carroll, si trasferì poi a Los Angeles, dove si laureò successivamente all'Immaculate Heart High School. Nel 1956 vinse un Emmy Award per le fiction Caesar's Hour e Make Room for Daddy. Molto più tardi, nel 1980, prese parte al doppiaggio di numerosi cartoni animati come A Pup Named Scooby Doo, Galaxy High e In viaggio con Pippo.
Il ruolo di  Ursula ne La sirenetta era da lei stessa considerato il suo preferito e più volte l'attrice dichiarò che sarebbe stata ricordata principalmente grazie a questo personaggio (al punto di firmare autografi con entrambi i nomi, scrivendo quello del personaggio con caratteri molto più grandi).
Nel 2005 interpretò un ruolo nella serie televisiva E.R. - Medici in prima linea. Nel 2007 divenne la prima direttrice dell'Intercontinental Television a Houston, Texas.
Pat Carroll muore il 30 luglio 2022 a 95 anni a causa di una polmonite.

## Filmografia parziale

### Attrice

#### Cinema
- Freedom Writers, regia di Richard LaGravenese (2007)
- Nancy Drew, regia di Andrew Fleming (2007)

#### Televisione
- Mickey Rooney Show (The Mickey Rooney Show) – serie TV, episodi 1x06-1x16 (1954)
- Caesar's Hour - serie TV, 1 episodio (1957)
- General Electric Theater – serie TV, episodio 8x08 (1959)
- June Allyson Show (The DuPont Show with June Allyson) – serie TV, episodio 1x09 (1959)
- The Investigators – serie TV, episodio 1x13 (1961)
- Provaci ancora Lenny (Busting Loose) – serie TV, 9 episodi (1977)
- Galaxy High - serie TV, 13 episodi (1986)
- E.R. - Medici in prima linea - serie TV, 3 episodi (2005)

### Doppiatrice
- La sirenetta (1989)
- Il cucciolo Scooby-Doo - serie TV, 1 episodio (1989)
- La sirenetta - Le nuove avventure marine di Ariel - serie TV (1993-1994)
- In viaggio con Pippo (1995)
- La sirenetta II - Ritorno agli abissi (2000)
- House of Mouse - Il Topoclub - serie TV, 5 episodi (2001-2002)
- Il bianco Natale di Topolino - È festa in casa Disney (2001)
- Kingdom Hearts - videogioco (2002)
- Topolino & i cattivi Disney (2002)
- Kingdom Hearts II - videogioco (2005)
- Le avventure di Sammy (2010)
- Il meraviglioso mondo di Topolino (2020)

## Doppiatrici italiane
- Miranda Bonansea in Nancy Drew

Da doppiatrice è sostituita da:
- Cristina Grado in La sirenetta - Le nuove avventure marine di Ariel, House of Mouse - Il Topoclub, Il bianco Natale di Topolino - È festa in casa Dinsey, Topolino & i cattivi Disney
- Sonia Scotti in La sirenetta, La sirenetta II - Ritorno agli abissi
- Caterina Rochira in Gli amici Cercafamiglia
- Graziella Polesinanti in Le avventure di Sammy
- Ludovica Modugno in Il meraviglioso mondo di Topolino
- Simona Patitucci in Once Upon a Studio (dialoghi d'archivio)